# یواس‌اس اکوکیک (ای‌تی‌ای-۱۸۱)
یواس‌اس اکوکیک (ای‌تی‌ای-۱۸۱) (به انگلیسی: USS Accokeek (ATA-181)) یک کشتی بود که طول آن ۱۴۳ فوت (۴۴ متر) بود. این کشتی در سال ۱۹۴۴ ساخته شد.